# Sant Joan Baptista, Sant Fabià i Sant Sebastià
Sant Joan Baptista, Sant Fabià i Sant Sebastià és una pintura (oli i daurat amb pa d'or sobre fusta) de 165,2 × 223 × 7,3 cm realitzada per Miguel Ximénez l'any 1494, la qual es troba al Museu Nacional d'Art de Catalunya.

## Context històric i artístic
Aquest retaule va ésser encarregat al pintor Miguel Ximénez a principis de l'any 1494 pels membres de la confraria de Sant Joan del Reial Monestir de Santa Maria de Sixena. A partir de diverses obres, entre les quals destaquen el retaule signat de Sant Miquel i Santa Caterina de l'església de Santa María d'Eixea (Saragossa), el retaule major de l'església de Blesa (Terol), dut a terme entre els anys 1481 i 1487 conjuntament amb Martín Bernat, i aquestes taules de Santa Maria de Sixena, queda clarament definida la personalitat artística de Miguel Ximénez, en la qual destaquen els deutes amb l'obra de Bartolomé Bermejo i amb els gravats de Martin Schongauer (1450-1491). L'11 de maig del 1484 va ésser nomenat pintor reial per Ferran el Catòlic.
La cronologia coincident d'aquesta obra amb la de la taula de Sant Joan Baptista feta per Martín Bernat per a l'església d'aquest sant a Saidí (actualment conservada al Museu de Lleida Diocesà i Comarcal) ajuda a visualitzar les semblances i les diferències existents entre les pintures de Ximénez i Bernat.
Fou adquirit el 1918 i el seu número de catàleg al MNAC és el 15858.

## Descripció
Al centre, la figura de Sant Joan Baptista (vestit amb una túnica de pell de camell i un ampli mantell de color porpra sobre les espatlles) assenyala amb el dit la figura de l'Agnus Dei o Anyell de Déu. La celebració, el mateix dia, de la festivitat de Sant Fabià i la de Sant Sebastià va motivar que en diverses ocasions ambdues advocacions fossin coincidents. Sant Fabià es representa com a bisbe i amb el rastell del seu martiri, mentre que Sant Sebastià (vestit de cavaller de l'època) porta la fletxa i l'espasa martirials.